# 曾紀芬

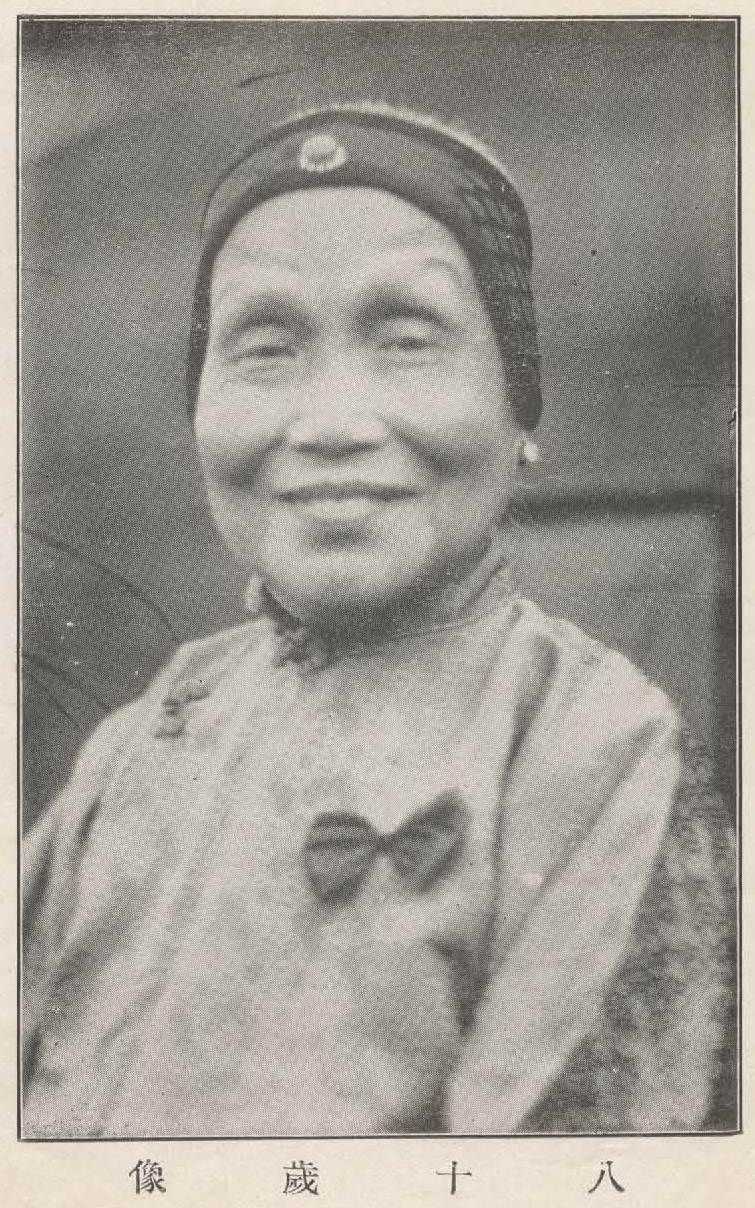

曾纪芬（1852年—1942年），号崇德老人， 籍貫湖南衡阳，曾国藩最小女兒，人稱滿女。

## 生平
三歲時過繼給叔父曾國葆。曾国藩生平嚴肅，但偶爾會說笑話，特別喜歡逗逗满女。满女小时候因頭髮生頭虱，头发剪成很短，十一歲才开始留发。当时街上流行女孩子梳抓髻，用铁丝制成一只架子，然后把頭髮绕上去，成一造型。曾国藩见滿女的抓髻造型开玩笑说：“赶快叫木匠来，把门框改大一些！”曾國藩看她憨厚樣，對夫人說：“滿女是阿彌陀佛相”。
光绪元年（1875年），曾纪芬嫁湖南衡山聶緝椝。曾国藩生前规定女儿出嫁，嫁妆不得超过200两银子，不過當時曾國藩已去世，又得叔父国葆遗产一千两銀，嫁妆多達數千兩銀子。時人有“总督之女、巡抚之妻、巨商之母”之譽。

## 圖像

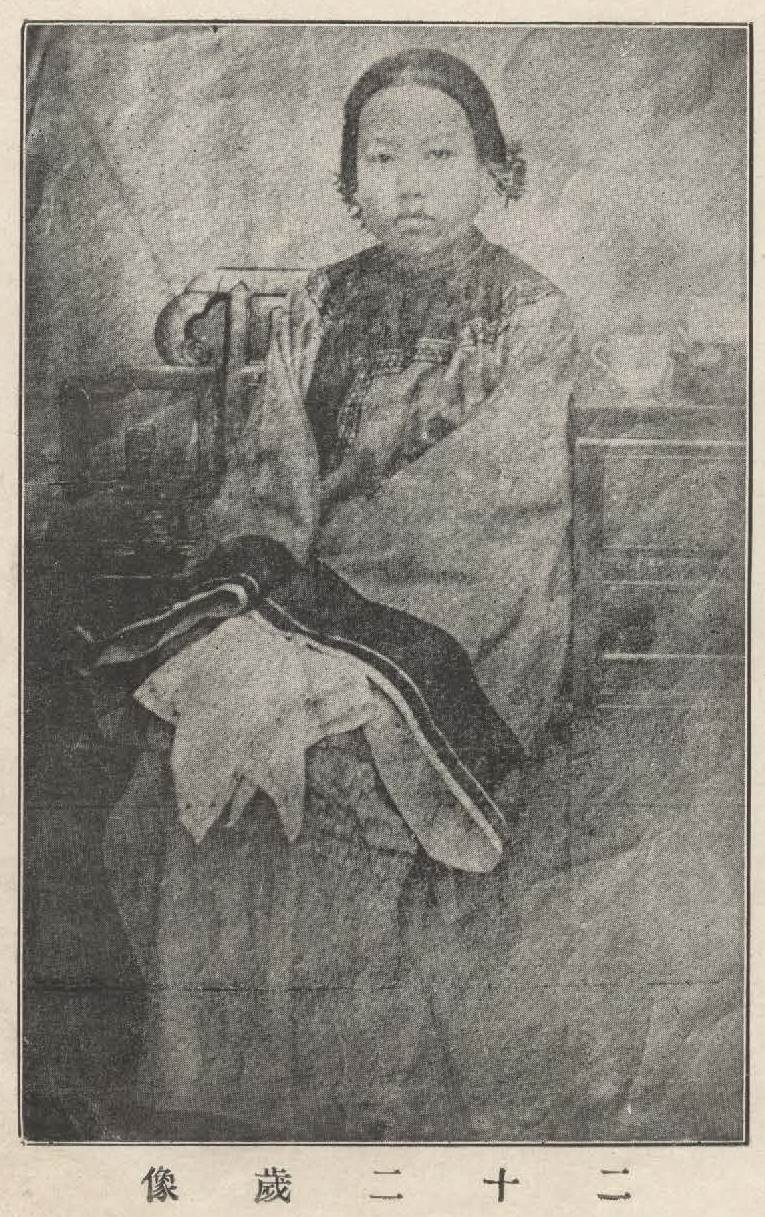
二十二歲
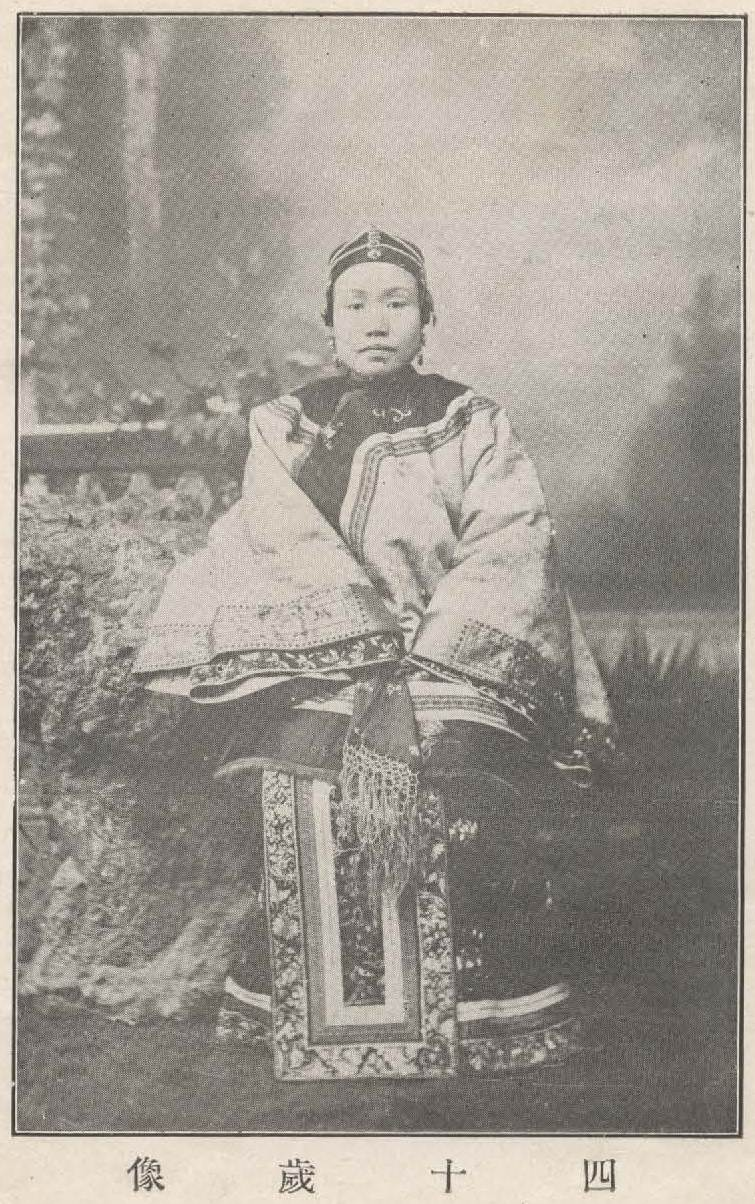
四十歲
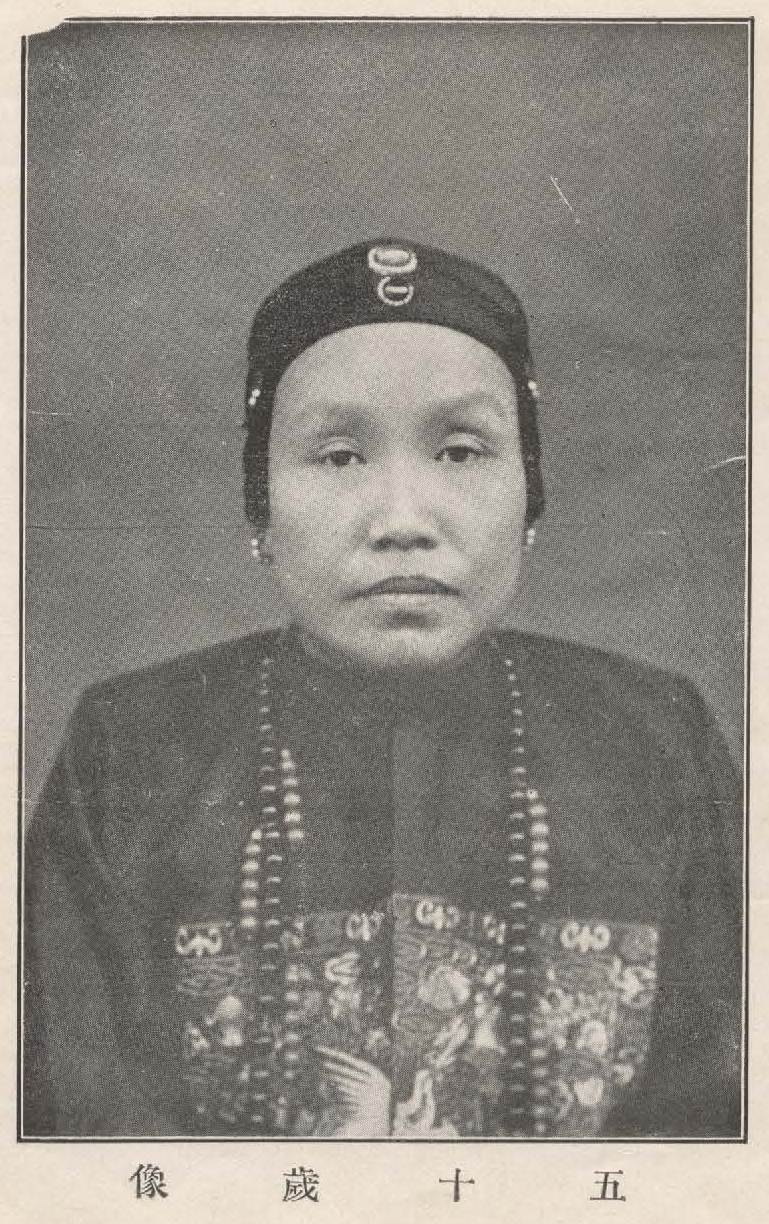
五十歲
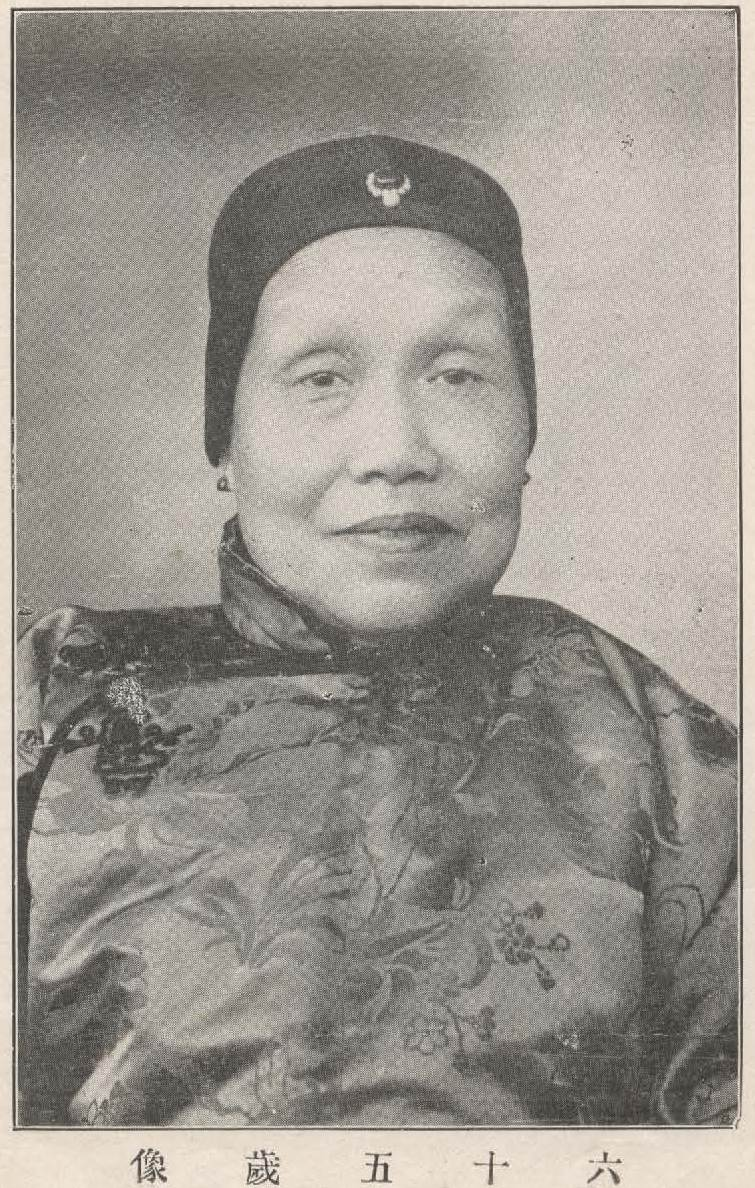
六十五歲
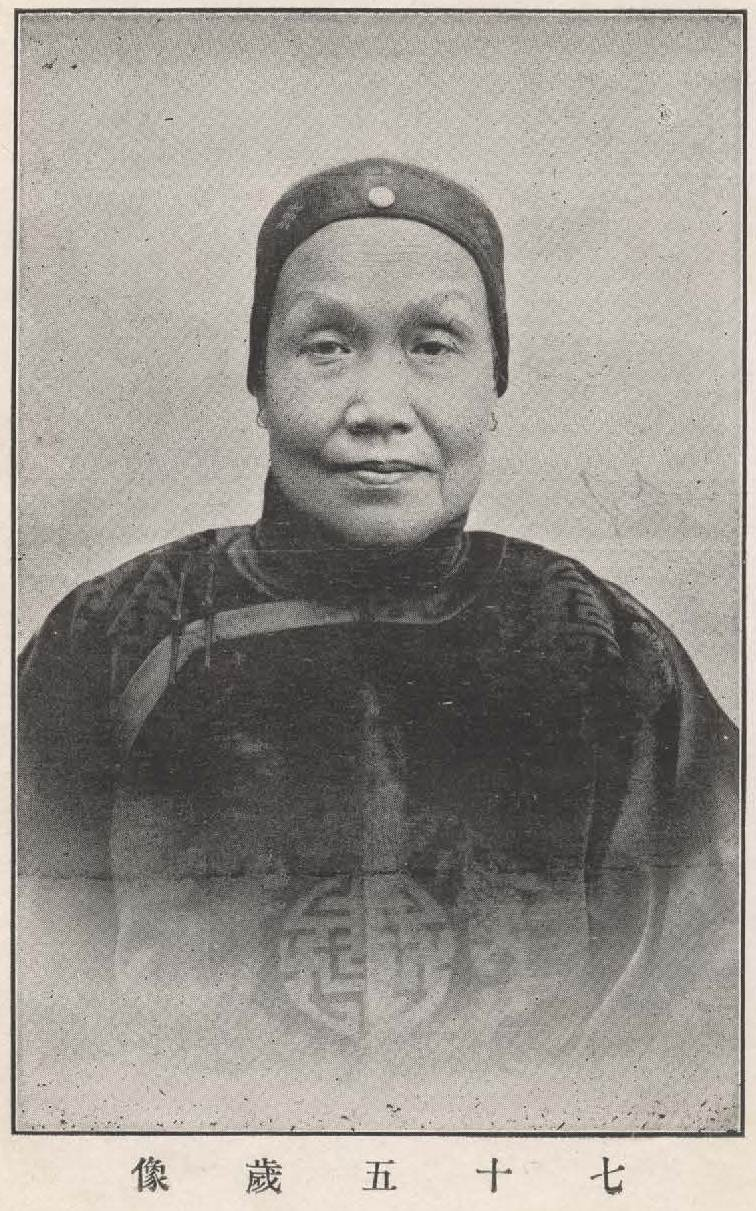
七十五歲
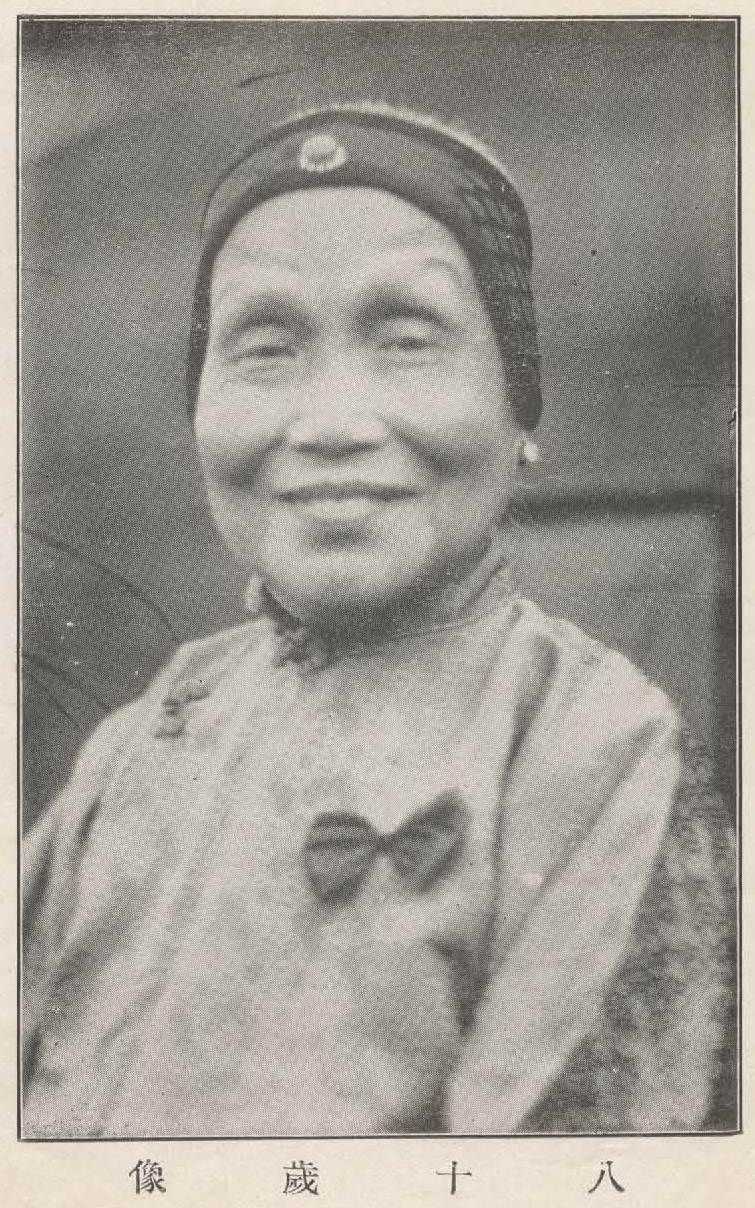
八十歲
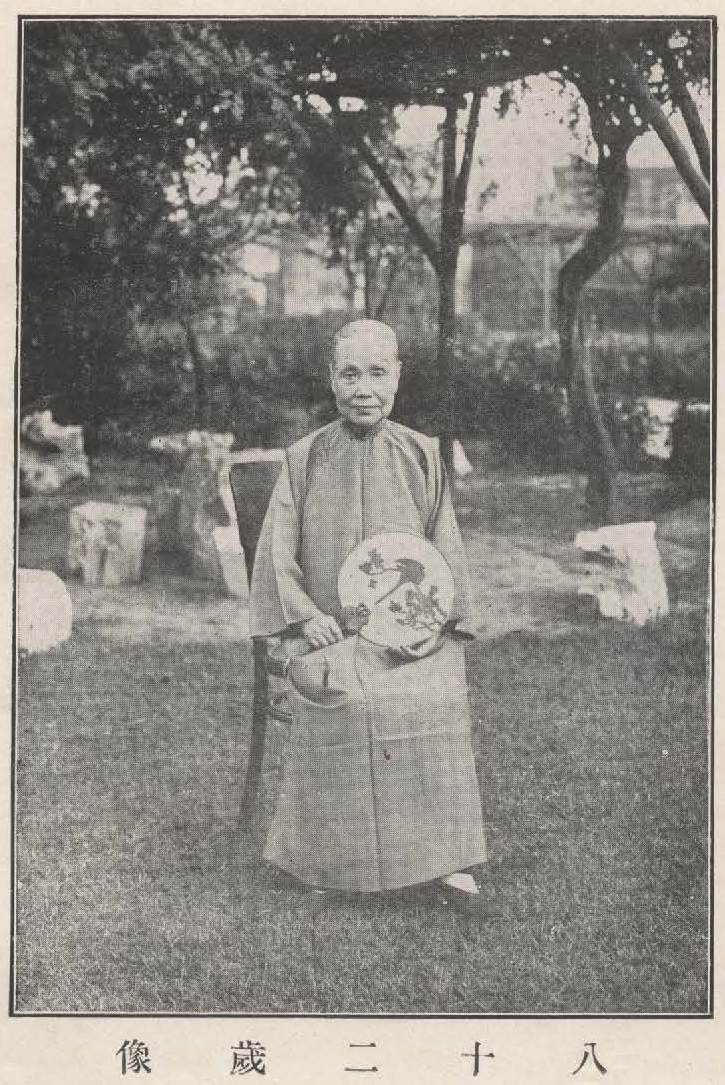
八十二歲
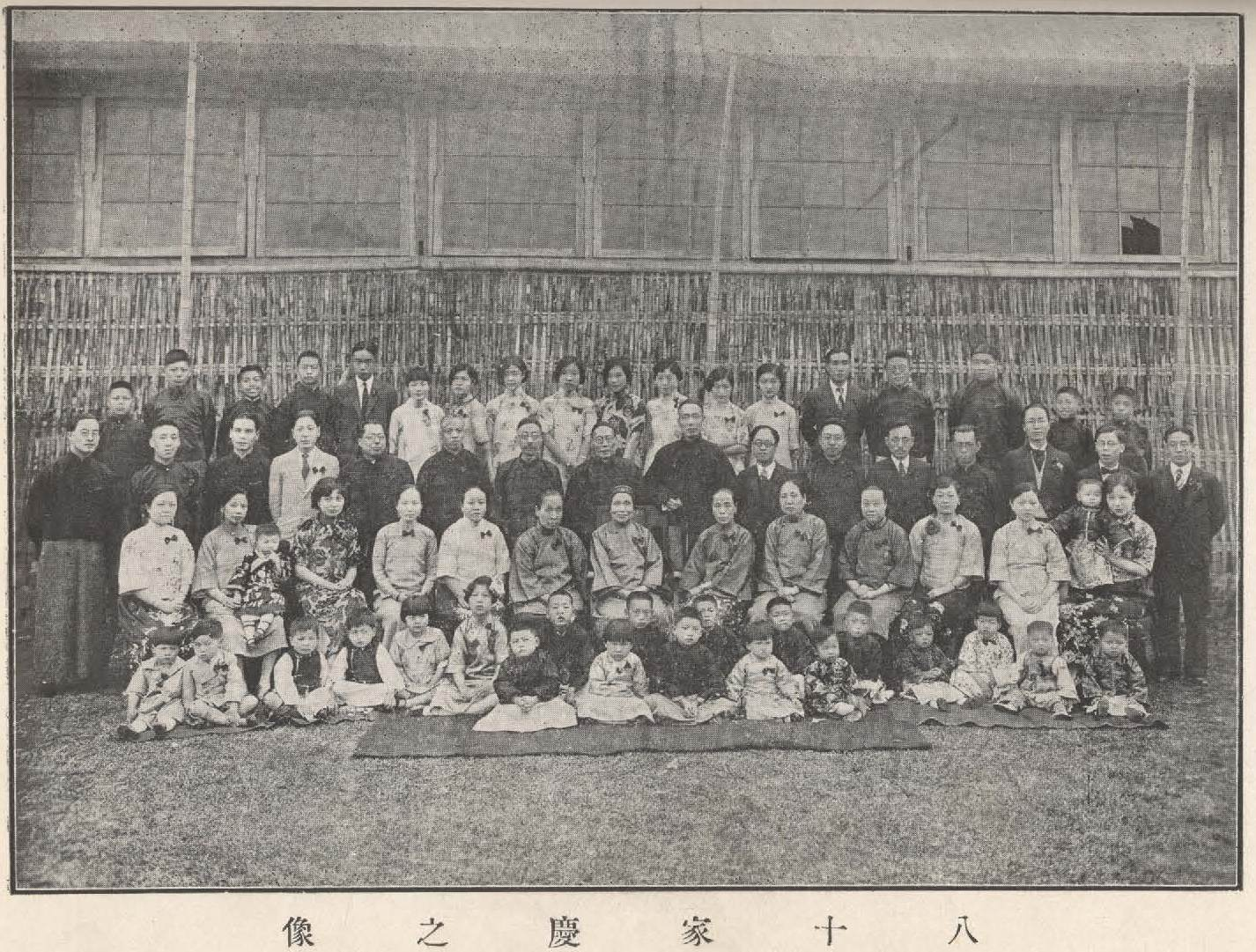
八十家慶之像